# او همه جواب‌ها را می‌دانست
او همه جواب‌ها را می‌دانست (انگلیسی: She Knew All the Answers) فیلمی کمدی رمانتیک به کارگردانی ریچارد والاس است که در سال ۱۹۴۱ منتشر شد. از بازیگران آن می‌توان به جوآن بنت، ویلیام تریسی، ایو آردن و فرانکوت تون اشاره کرد.
فیلمنامه این فیلم توسط کنت ارل و گورتیس کنیون بر اساس داستانی از جین آلن و هری سیگال نوشته شده است.